# Faro de Punta Atalaya
El faro de Punta Atalaya es un faro situado en la localidad de San Ciprián (San Cibrao), en Cervo, en la provincia de Lugo, Galicia, España. Está gestionado por la autoridad portuaria de Ferrol.

## Historia
La zona posee dos torres, la más antigua fue construida en 1860, que dispone de una vivienda adosada donde habita el farero. La segunda torre es más reciente y fue construida en 1979.